# Hughes Airwest
Hughes Airwest war eine amerikanische Fluggesellschaft mit Sitz in San Francisco und Basis auf dem San Francisco International Airport.

## Geschichte

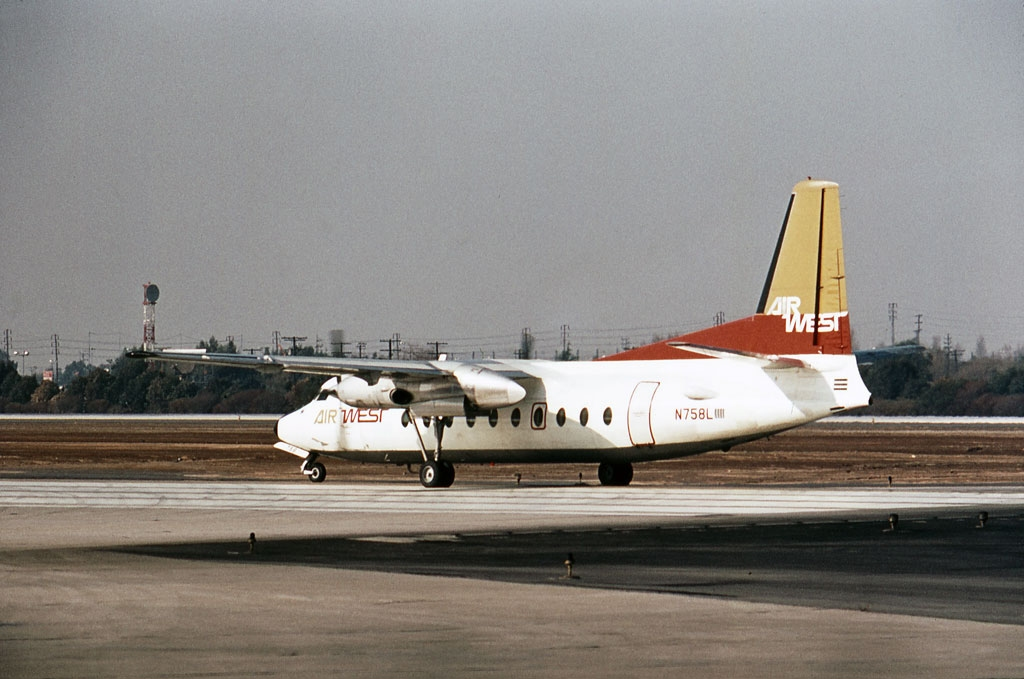
Fairchild F-27 der Air West, 1971

Hughes Airwest entstand am 17. April 1968 aus dem Zusammenschluss von West Coast Airlines, Bonanza Air Lines und Pacific Air Lines. Damals hieß sie noch Air West. Die Flotte bestand aus Boeing 727-100, DC-9, Fairchild F-27 und Piper Navajo.
Howard Hughes, der auf der Suche nach einer neuen Herausforderung in der Luftfahrt war, interessierte sich für Air West. Hughes wurde am 3. April 1970 Eigentümer der Fluggesellschaft. Daraufhin benannte sich Air West 1971 in Hughes Airwest um. Sie begann, mehrere Städte in den USA, Kanada und Mexiko anzufliegen.
Wie alle anderen ortsansässigen Fluggesellschaften in den 1970er-Jahren flog Hughes Airwest nicht mehr mit Zwischenstopps, sondern längere Routen. Im Jahr 1977 richtete Hughes Airwest eine Verbindung nach Denver sowohl vom Flughafen Burbank als auch vom John Wayne Airport mit einem Weiterflugabkommen mit Frontier Airlines ein.
Im Jahr 1978 wurde der Airline Deregulation Act verabschiedet. Für Hughes Airwest bedeutete diese Zeit den Anfang vom Ende, da die Fluggesellschaft aufgrund des dadurch verschärften Wettbewerbes, mehrerer Arbeitskonflikte sowie ausbleibender staatlicher Unterstützung keinen Gewinn mehr machen konnte. Im Jahr 1979 wurden die verbliebenen Fairchild F-27 ausgeflottet. Im selben Jahr erlitt Hughes Airwest dennoch einen Verlust in Höhe von 20 Millionen US-Dollar.
Im September 1979 verließen Ticketverkäufer, Reservierungsbearbeiter und Büroangestellte Hughes Airwest, weil ihre Verträge seit mehr als einem Jahr nicht verlängert wurden. Während des Jahres 1979 zeigten mehrere Fluggesellschaften Interessen an einem Kauf der Hughes Airwest, darunter Alaska Airlines und Allegheny Airlines. Im Oktober 1979 wurde der Streik beendet und die Fluggesellschaft konnte ihre Flüge im November desselben Jahres wieder aufnehmen. Vier Monate später wurde sie zum Ziel eines Ankaufes durch Republic Airlines.
Am 1. Oktober 1980 wurde Hughes Airwest schließlich von Republic Airlines für 38,5 Millionen US-Dollar übernommen.

## Flotte
Während ihres Bestehens betrieb Hughes Airwest die folgenden Flugzeugtypen:
- Boeing 727
- Douglas DC-9
- Fairchild F-27
- Piper Navajo

## Zwischenfälle
Von 1971 bis zur Betriebseinstellung 1980 kam es bei Hughes Airwest zu zwei Totalschäden von Flugzeugen. Bei einem davon kamen 49 Menschen ums Leben. Beispiel:
- Am 6. Juni 1971 stürzte eine Douglas DC-9-31 der Hughes Airwest (Luftfahrzeugkennzeichen N9345) nach einer Kollision mit einer McDonnell F-4 Phantom II des US Marine Corps (Bu 151458) bei Duarte (Kalifornien) ab. Alle 49 Insassen der DC-9 und der Pilot der F-4 starben (siehe auch Hughes-Airwest-Flug 706).[6]

- Am 3. März 1978 wurde eine Fairchild F-27F der Hughes Airwest, betrieben für Saudi Arabian Airlines (N747L), auf dem Flughafen Dschidda (Saudi-Arabien) irreparabel beschädigt, als das Fahrwerk zusammenbrach. Alle Insassen überlebten.[7]